# Chrioloba ochraceistriga
Chrioloba ochraceistriga là một loài bướm đêm trong họ Geometridae.